# Alien Evolution
 (octobre 2017).
Pour plus de détails, voir Fiche technique et Distribution.
Alien Evolution (Epoch) est un téléfilm de science-fiction réalisé par Matt Codd et diffusé le 24 novembre 2001 sur Sci Fi Channel.

## Synopsis
Un étrange monolithe, à l'approche de la Terre, envoie un signal sur toute la planète. Les armées du monde se regroupent pour affronter une menace que les terriens n'ont jamais affrontée jusqu'ici...

## Fiche technique
- Tire original : Epoch
- Titre français : Alien Evolution
- Réalisateur : Matt Codd
- Scénario : Jonathan Raymond et Philip J. Roth
- Producteurs : Jeffery Beach, Ken Olandt et Philip J. Roth
- Producteurs exécutifs : James Hollensteiner et Thomas J. Niedermeyer Jr.
- Producteur associé : T.J. Sakasegawa
- Musique : Richard McHugh
- Directeur de la photographie : Kenneth Stipe
- Montage : Randy Carter et Ken Peters
- Distribution : LariAnn Lang et Shala Lang
- Décors : David Huang
- Costumes : Julia Bartholomew
- Effets spéciaux de maquillage : Francie Hart
- Effets visuels : David Ridlen
- Production : United Film Organization - Epoch Productions
- Distribution : Lions Gate Films Home Entertainment
- Durée : 96 minutes
- Langue : anglais
- Pays :  États-Unis

## Distribution
- David Keith : Mason Rand
- Stephanie Niznik : Docteur KC Czaban
- Ryan O'Neal : Allen Lysander
- Brian Thompson : Capitaine Tower
- Steve Bond : Colonel Tell
- Craig Wasson : Hudson
- Michael Cavanaugh : Williams
- Shannon Lee : Pamela
- James Avery : Docteur Solomon Holt
- James Hong : Ambassadeur Po

## Suite
Les audiences du téléfilm ayant été satisfaisantes pour la chaîne, une séquelle a donc été commandée et tournée. Diffusée sous le titre d'"Alien Evolution 2".

## DVD
Le film est sorti sur le support DVD en France :
- Alien Evolution (DVD-5 Keep Case Metalmate) sorti le 4 juin 2009 édité et distribué par First International Production. Le ratio écran est en 1.33:1 plein écran 4:3. L'audio est en Français 5.1 sans sous-titres. En supplément la bande annonce du film. Il s'agit d'une édition Zone 2 Pal[1].